# Pei-Yu Chang

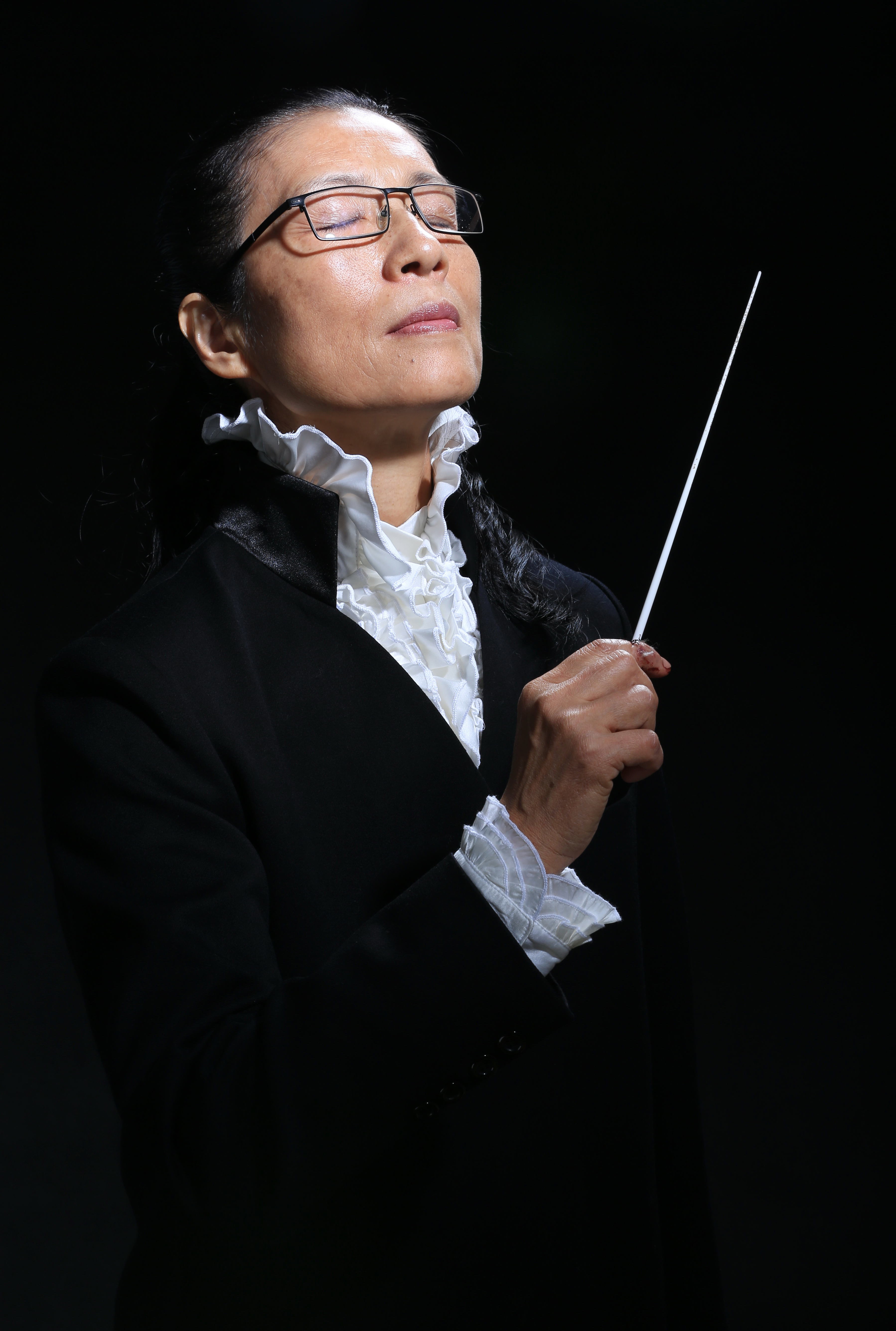
Pey-Yu Chang (2013)

Pei-Yu Chang (chinesisch 张培豫, geboren 1959 in Changhua, Taiwan) ist eine österreichische Dirigentin.

## Leben und Wirken
Pei-Yu Changs Eltern stammten aus Henan (China). Geboren und aufgewachsen auf Taiwan, erhielt sie mit sechs Jahren ersten Klavier-Unterricht. Nach einer musikpädagogischen Ausbildung am Taiwan Provincial Junior Teachers College in Taichung arbeitete sie zunächst als Musiklehrerin an der Grundschule des Fischerdorfes Fangyuan (Landkreis Changhua). Dort baute sie einen Kinderchor auf, den sie auch dirigierte und am Klavier begleitete, mit dem sie schließlich den ersten Preis des nationalen Chorwettbewerbes in Taiwan gewann. Dieses Ergebnis basierte auf ihrer eigenen Vorstellung über die Natur des Klanges (vgl. die Idee der „Musik des Himmels“ in der Philosophie von Zhuang Zi), die Chang später in ihren beiden Dissertationen an der Universität Peking und Universität für Musik und darstellende Kunst Wien weiterentwickelte. Im darauf folgenden Jahr gewann sie mit dem Chor der ländlichen Zhongzheng-Grundschule im Landkreis Taichung erneut den ersten Preis. 

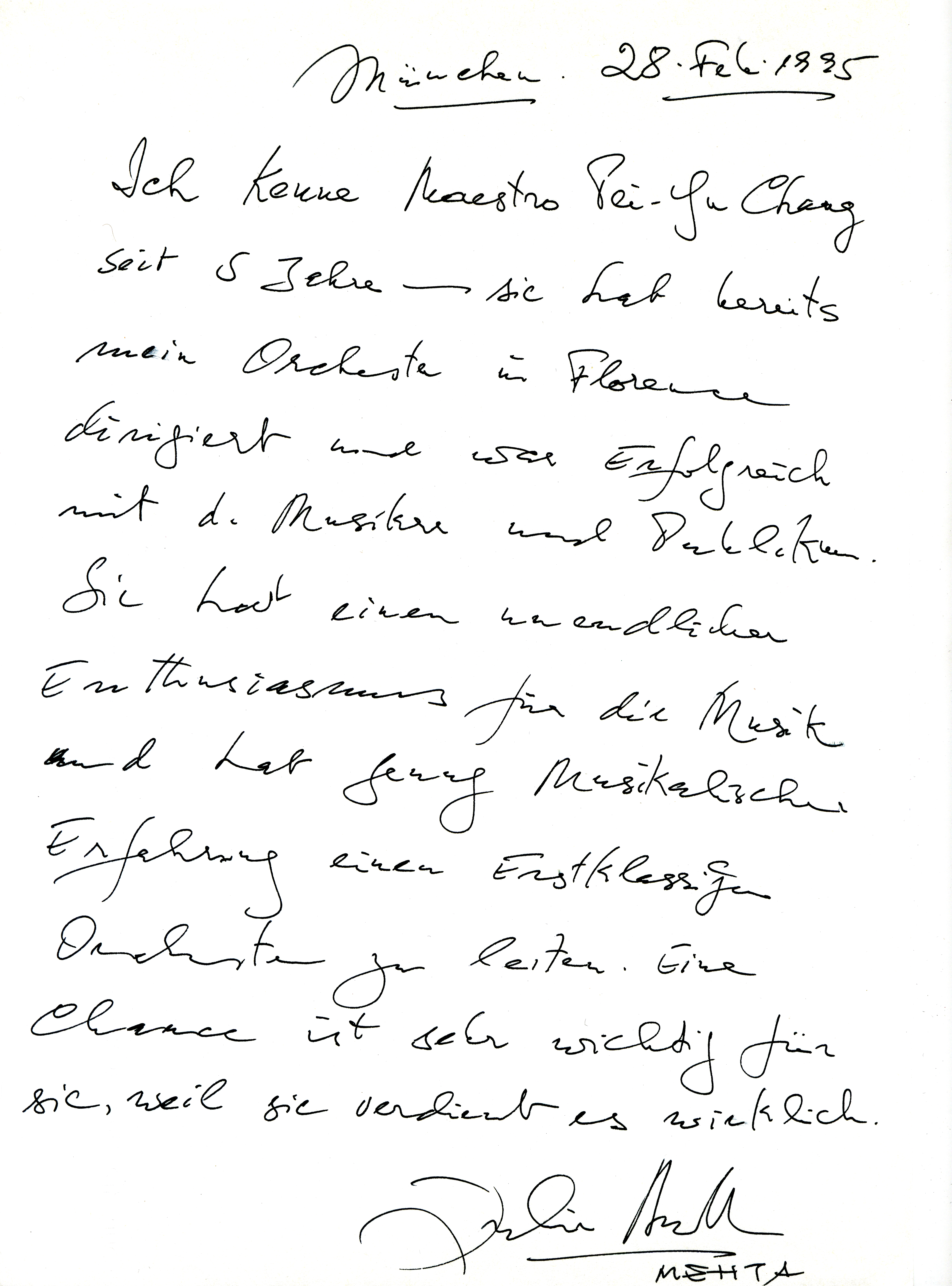
Empfehlungsschreiben von Zubin Mehta

Dieses Ereignis brachte sie zum Dirigieren. 1985 bestand sie die Aufnahmeprüfung für das Dirigentenstudium an die Hochschule für Musik und darstellende Kunst in Wien und wurde in der Klasse Karl Österreichers aufgenommen. 1989 und 1990 erlangte sie jeweils die Diplome für Orchester- und Chorleitung. Darüber hinaus vertiefte sie ihre Dirigentenausbildung in Meisterkursen von Sergiu Celibidache in Mainz und, mit zweimaliger Einladung 1989 und 1990 als Fellow des Tanglewood Music Festivals, bei Leonard Bernstein, Lorin Maazel und Seiji Ozawa. Im Rahmen der Welttournee Bernsteins 1985 wirkte sie als Dirigentin eines der Chöre in seiner 3. Symphonie „Kaddish“ mit. Beim Arturo-Toscanini-Wettbewerb zählte sie zu den Semifinalistinnen und es entwickelte sich in der Folge eine künstlerische Zusammenarbeit mit Rudolf Barschai. In den Jahren 1994 arbeitete sie zunächst auf Einladung Zubin Mehtas als Assistenz-Dirigentin beim Maggio Musicale Fiorentino, wo sie daraufhin auch selbst dirigierte. Auf Einladung Wolfgang Wagners wirkte sie 1997 als Musikassistentin bei den Bayreuther Festspielen mit.
1994 wurde Chang österreichische Staatsbürgerin.
Ihr Ziel zu dieser Zeit war es, als Dirigentin mit europäischen Orchestern zu arbeiten, was für sie als Frau, wie auch Empfehlungsschreiben etwa von Peter Schneider und Otmar Suitner betonen, keine Selbstverständlichkeit war. In den folgenden Jahren dirigierte sie Symphonieorchester unter anderem in Deutschland (Münchner Rundfunkorchester, Göttinger Symphonie Orchester,), Frankreich (Orchestre Colonne) Italien (Maggio Musicale Fiorentino, Orchestra della Toscana, Orchestra dell’Accademia Nazionale di Santa Cecilia, Haydn-Orchester), Kanada, der Schweiz, Österreich, der Ukraine und Tschechien sowie an Opern- und Konzerthäusern wie dem Theater Erfurt, dem Staatstheater am Gärtnerplatz, dem Opernhaus Halle und dem Staatstheater Kassel. Im Jahr 2000 gewann sie den Dirigentenwettbewerb des Luzerner Theaters und wurde dort in der Folge 1. Kapellmeisterin.
Seit 1993 trat Pei-Yu Chang mit mehr als 20 Orchestern in China und Taiwan auf. In China arbeitete sie dabei unter anderem mit dem Shanghai Broadcasting Symphony Orchestra (seit 2004 Shanghai Philharmonic Orchestra), dem Central Philharmonic Orchestra (seit 1996 China National Symphony Orchestra), der China National Opera, dem Shanghai Opera House, dem Beijing Symphony Orchestra, dem China National Opera and Dance Drama Theater, dem Philharmonic Women's Chamber Orchestra Beijing, sowie den Orchestern der Städte und Provinzen Wuhan, Haerbin, Shenyang, Henan, Jiangsu, Kunming, Tianjin, Dalian, Shandong, Xinjiang innere Mongolei u. a.
Ihre Motivation und ihr großes Anliegen war dabei die Vermittlung der westlichen klassischen Musik, insbesondere der Wiener Klassik, basierend auf ihrer Ausbildung und Zeit in Europa sowie der Arbeit mit westlichen Maestri und Orchestern. Mit dem Ziel, das kulturelle Leben der Menschen zu bereichern, tourte sie dabei wiederholt auch durch Randgebiete Chinas. Mit ihrer Arbeit ermöglichte sie so Musikern und Orchestern Chancengleichheit mit jenen in den Großstädten der Küstenregion. In Taiwan dirigierte sie das Taipei Symphony Orchestra, das National Symphony Orchestra (Taiwan) und das National Taiwan Symphony Orchestra. Im September 1995 wurde sie eingeladen, das Eröffnungskonzert zum Weltfrauenkongress in Peking zu dirigieren. Daran anschließend wurde sie vom damaligen stellvertretenden Ministerpräsidenten Li Lanqing im Staatsgästehaus Diaoyutai in Peking zu einem Treffen empfangen.
Parallel zur Vermittlung klassischer europäischer Musik in China engagiert Chang sich auch für den Musikkulturaustausch zwischen China und Europa, als „Botschafterin zwischen zwei Welten“. Um das gegenseitige Verständnis zu fördern organisierte sie im November 1997 eine erste Europa-Tournee. Diese Tournee mit dem Shanghai Broadcasting Symphony Orchestra führte sie als erste chinesische Dirigentin nach Frankreich sowie nach Italien und in die Schweiz, mit insgesamt zehn Konzerten unter anderem im Konzertsaal des Théâtre du Châtelet und im Salle Pleyel in Paris, in der Victoria Hall in Genf und in der Sala Verdi in Mailand. Sie übernahm die komplette Organisation und sorgte für die Finanzierung der Reise. Mit dieser Tournee erfüllte sie sich den großen Wunsch, dass ihr Niveau als Dirigentin mit dem Orchester auf der internationalen Bühne genauso anerkannt und geschätzt werde wie jener aus dem Westen. Dabei legte sie hohe musikalische Maßstäbe an und „ihre Bemühungen lohnen sich, Kritiker loben den feinen Klang, den sie dem Orchester entlockt.“ In Paris wurde ihr zu diesem Anlass die Médaille de la Ville de Paris verliehen. Im November 2005 leitete Chang das Orientalische Nationale Symphonieorchester Xi'an mit Konzerten in Salzburg und Wien, wobei sie als erste Dirigentin im Wiener Musikverein auftrat.
2006 wurde Chang bei der Ehrung herausragender Chinesen ausgezeichnet.

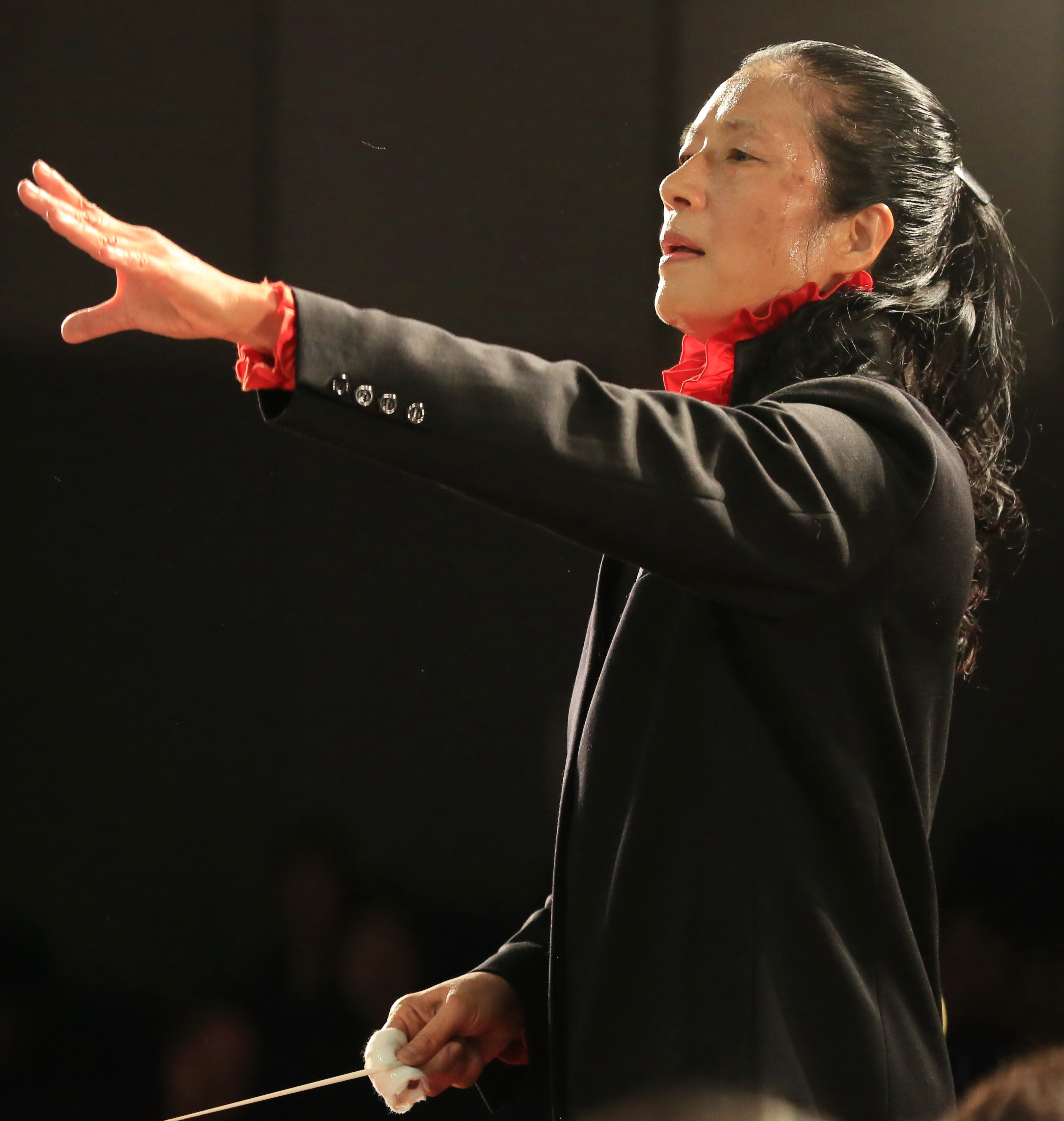
Pei-Yu Chang (2013)

Als Gastdirigentin und Gastprofessorin war sie am Zentralen Musikkonservatorium, dem Wuhan Conservatory of Music, der Tianjin-Universität. und der Universität von Macau tätig. Ab 1999 war sie regelmäßig Gastdirigentin am Musikkonservatorium Xi'an und folgte dort 2005 der Einladung zu einer Professur und dem Engagement als Chefdirigentin des Orientalischen Symphonie-Orchesters. Ab November 2009 war sie Professorin an der Universität der Nordostchinas in Shenyang. Seit 2018 ist sie Inhaberin einer Professur an der Hebei Academy of Fine Arts (Hebei).
Neben ihrer Konzerttätigkeit setzte sie auch ihre Studien fort. 2010 erlangte sie den Titel der Magistra der Künste an der Universität für Musik und darstellende Kunst Wien. 2012 begann sie ihr Doktoratsstudium am Institut für Philosophie der Universität Peking, wo sie 2016 mit der Arbeit „Zhuang Zis künstlerischer Geist und praktische Bedeutung – Die Erfahrung eines Sinfonie-Dirigenten“ promovierte. Ihre Motivation zum Thema der Dissertation ist, ihre Erfahrungen weiterzugeben, die sie durch die Anwendung daoistischer Philosophie, insbesondere des künstlerischen Geistes und der praktischen Bedeutung Zhuang Zis, beim Dirigieren erlangte. Eine weitere Inspirationsquelle und Vorbild dazu war auch Carlos Kleiber, der die Philosophie Zhuang Zis sehr schätzte. Zur gleichen Zeit begann sie auch ihr Doktoratsstudium mit der Arbeit „Das Dao des Dirigierens“ an der Universität für Musik und darstellende Kunst Wien, wo sie am 4. Juni 2020 mit Bestnoten und Auszeichnung promovierte. In der Begutachtung wurde hervorgehoben, die Arbeit Changs „betritt in mehrfacher Hinsicht Neuland. Sie bringt zwei große Kulturen auf einem Terrain miteinander ins Gespräch, wie dies zuvor so nicht für möglich gehalten wurde“ und sei „somit ein Pionierwerk, in dem philosophische Erkenntnisse des Daoismus mit den Herausforderungen des Dirigierens im 21. Jahrhundert verknüpft werden.“

## Rezeption

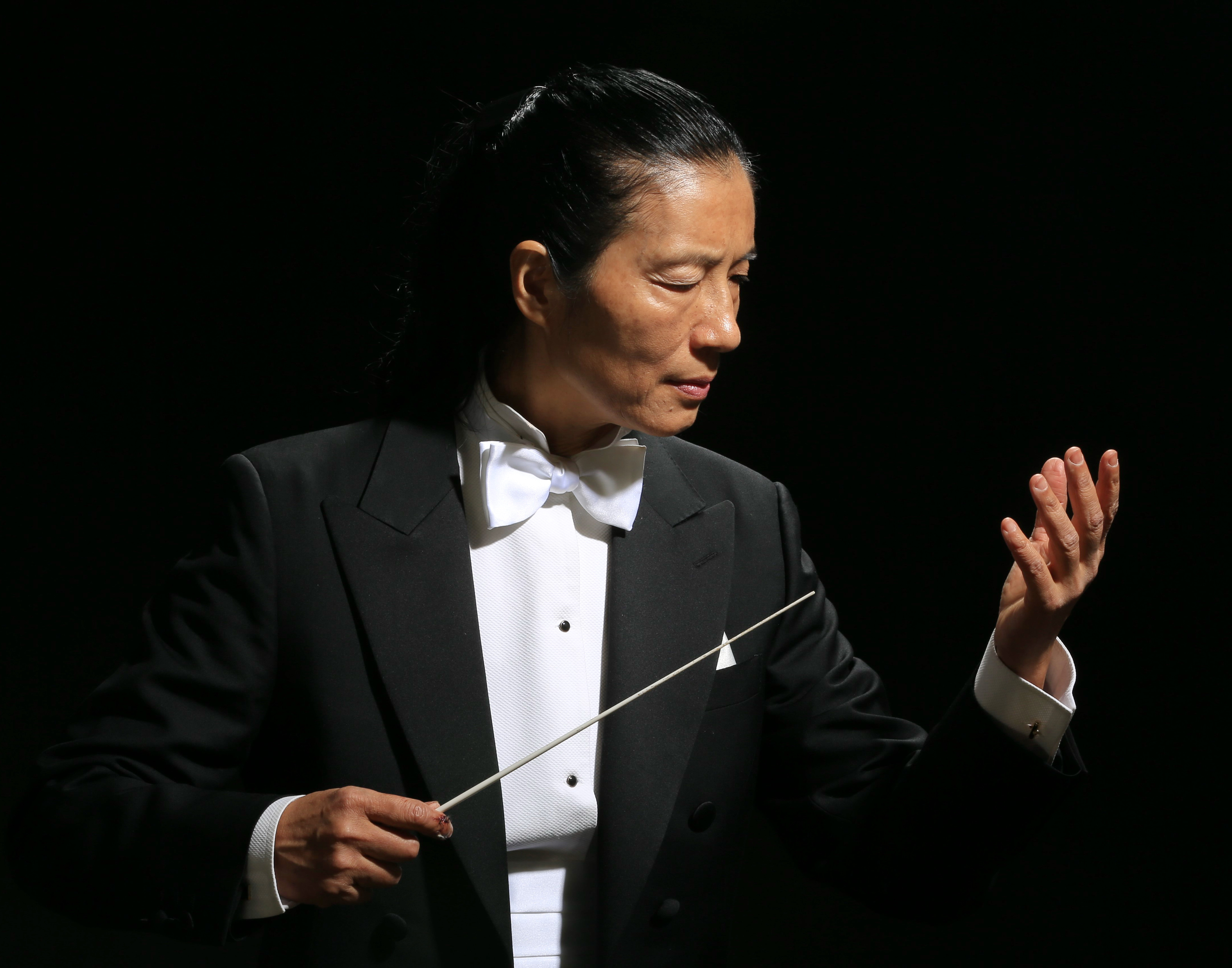
Pei-Yu Chang (2014)

„Eine Dirigentin ist ungewöhnlich und es ist sehenswert, wenn Pei-Yu Chang dirigiert. Sie ist eine wirklich kraftvolle Dirigentin, die ihre Rolle genau kennt, und sie überzeugt mit Wärme, Ausdruck und Musikalität.“

„Der Konzertabend gewann seine spezifische Qualität aus den feinen Fäden, die sich zwischen Pulcinella-Suite einerseits und Mendelssohns Vierter andererseits sponnen. Bei beiden Kompositionen strich die chinesische Gastdirigentin Pei-Yu Chang Wahlverwandtes heraus, entdeckte geheime Korrespondenzen.“

„Das Orchester des Toscana musizierte unter Pei-Yu Chang mit größter Konzentration, Begeisterung und Ausdruckskraft. Unter ihrer Stabführung wurde das Dritte Klavierkonzert von Beethoven zum Höhepunkt des Konzerts. Temperament, lyrische Ausdruckskraft und Humor. Der ganze Reichtum von Beethovens Musik wurde von der Dirigentin Pei-Yu Chang ausgeleuchtet.“

„Pei-Yu Chang dirigiert energisch und exakt, das gut aufgelegte Rundfunk Orchester folgt ihr, überschreitet nie die Grenze des guten Geschmacks, weil Chang den musikalischen Fluss gewährleistet.“

„Die Dirigentin präsentierte einen kraftvollen individuellen Stil. Ihre Bewegungen waren effektiv und klar, zugleich blieben sie sanft und ruhig, Man kommt nicht umhin, den tiefen und harmonischen Ausdruck der Musik zu spüren. Die Vorstellung war himmlisch, als hätte sie Magie in sich.“

## Auszeichnungen
- 1997 Médaille de la Ville de Paris

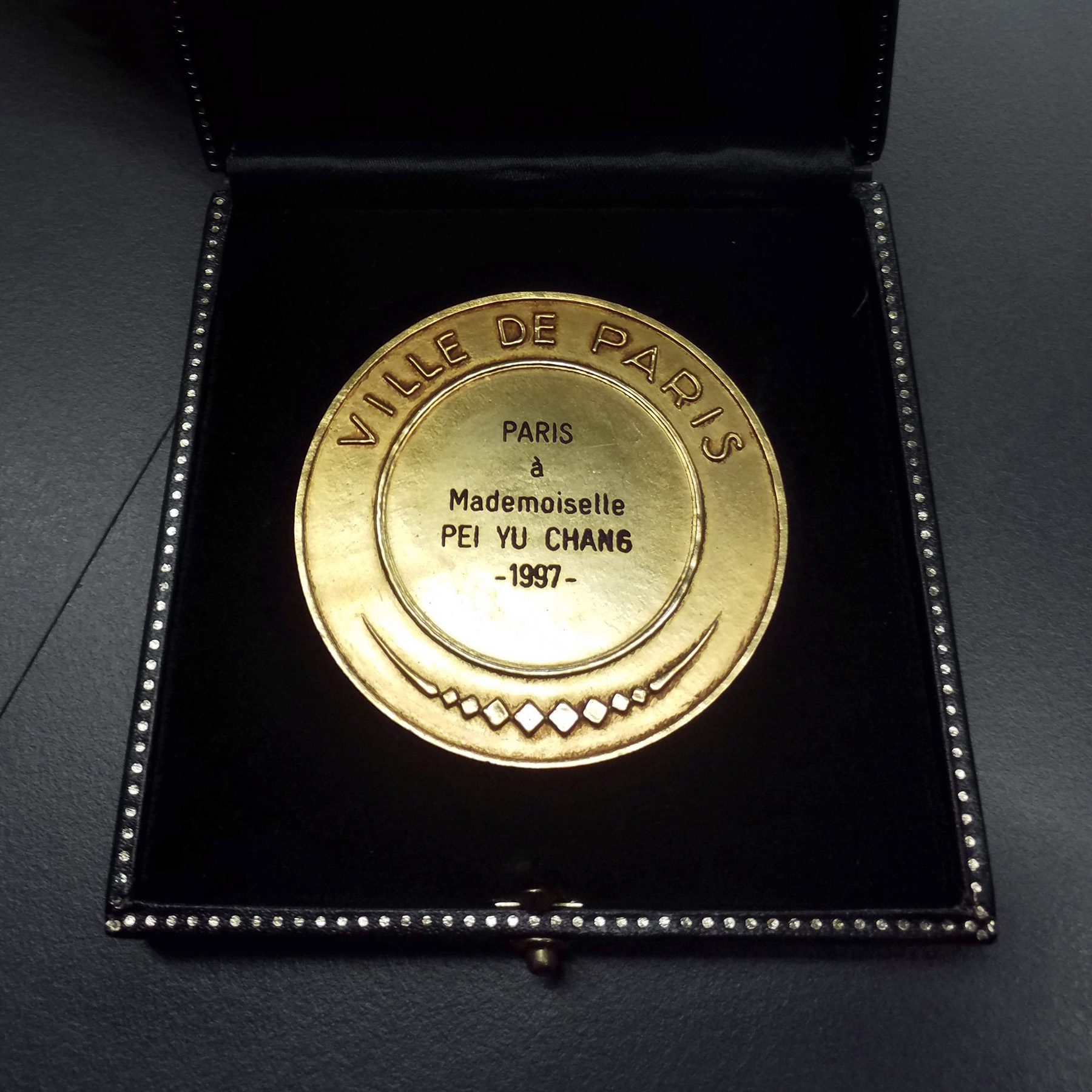
Médaille de la Ville de Paris 1997

- 2006 Ausgezeichnet bei der Ehrung herausragender Chinesen[101]